# 第7回東京優駿競走
第7回東京優駿競走（だい7かいとうきょうゆうしゅんきょうそう）は、1938年5月29日に東京競馬場で施行された競馬の競走である。追い込みをかけた中村広騎乗のスゲヌマがクビ差で優勝した。

## レース施行時の状況
1938年、創設以来過去6回の日本ダービーではトウルヌソル産駒が3頭、シアンモア産駒が3頭勝っていたことから、この回は「トウルヌソルかシアンモアか」というダービー種牡馬戦線が話題を呼んだ。評判が高かったのはシアンモア産駒のダツシングで、幼駒時代から当時最高の高値で落札され、前評判通り競走馬としても圧勝を見せていたが、最終登録の目前に脚部不安から出走を回避することになった。同じシアンモア産駒には、フレーモアの妹アステリモア、パプステツトの妹クレオパトラ、ブルーボアー、オプテイミスト、コパンパターなどがいた。トウルヌソル産駒には、最終追い切りの好内容から1番人気に支持されるタエヤマがいた。父に二大種牡馬ではないプライオリーパークを持ち、小岩井農場と下総御料牧場の大牧場に対して知名度の低い千明牧場の生産馬であったスゲヌマは、3連勝中の成績で臨んでいながら2番人気に収まった。
1936年に日本競馬会が発足したことに伴い、1938年の同競走は日本競馬会が施行する最初の日本ダービーとなった。競走名は同年より「東京優駿大競走」から「東京優駿競走」に変更。条件面では、若駒の発育状況を鑑みて、4月開催であったのが5月開催に変更された。登録に当たっては、3回の出馬登録を完了した後に、5円の普通出馬登録を添えることが必要になった。賞典面では、優勝馬への金杯を作成することが不可能になったため、その代わりに金杯料2500円と目録が授与されることになり、騎手賞の銀杯も賞品に代えられた。また、成績表で公表される着差が3着以内までのものから5着以内までのものに拡張された。

## 出走馬と枠順
- 1938年5月29日[5]
- 天気：晴、馬場状態：良[5]

| 馬番 | 人気 | 競走馬名       | 性齢 | 騎手       | 調教師     |
| ---- | ---- | -------------- | ---- | ---------- | ---------- |
| 1    | 6    | イガヒビキ     | 牡3  | 中村一雄   | 北郷五郎   |
| 2    | 2    | スゲヌマ       | 牡3  | 中村広     | 中村広     |
| 3    | 11   | ワルド         | 牝3  | 武田文吾   | 布施季三   |
| 4    | 12   | ホタカ         | 牡3  | 鶴岡英一郎 | 伊藤勝吉   |
| 5    | 13   | ジヨージポリ   | 牝3  | 石井直二   | 大久保房松 |
| 6    | 8    | ミネタカ       | 牝3  | 荒井貢     | 三谷誠之   |
| 7    | 3    | アステリモア   | 牝3  | 保田隆芳   | 尾形景造   |
| 8    | 5    | ブルーボアー   | 牡3  | 大久保亀治 | 北郷五郎   |
| 9    | 4    | クサブエ       | 牝3  | 高木良三   | 田村仁三郎 |
| 10   | 14   | コンパター     | 牡3  | 小西喜蔵   | 田中和一郎 |
| 11   | 10   | レイライ       | 牡3  | 木村茂     | 柴田恒治郎 |
| 12   | 9    | ヘンウン       | 牡3  | 石毛彦次郎 | 鈴木信太郎 |
| 13   | 1    | タエヤマ       | 牡3  | 赤石孔     | 赤石孔     |
| 14   | 7    | オプテイミスト | 牡3  | 杉浦照     | 佐藤嘉七   |

## 競走結果
まずミネタカが逃げ、これにブルーボアー、タエヤマが続いた。3コーナーから進出し始めたタエヤマが4コーナー手前で先頭に立ち、直線では逃げ込みをはかった。タエヤマに合わせて動いていたスゲヌマはこれに追いすがると、最後1ハロンの叩き合いの末、最終的にクビ差で競り勝った。3着には見習騎手保田隆芳騎乗のアステリモアが入った。
勝ち時計の2分33秒+2⁄5は、第6回東京優駿大競走のヒサトモの記録を1⁄5秒上回るレコードタイムであった。

### 競走着順

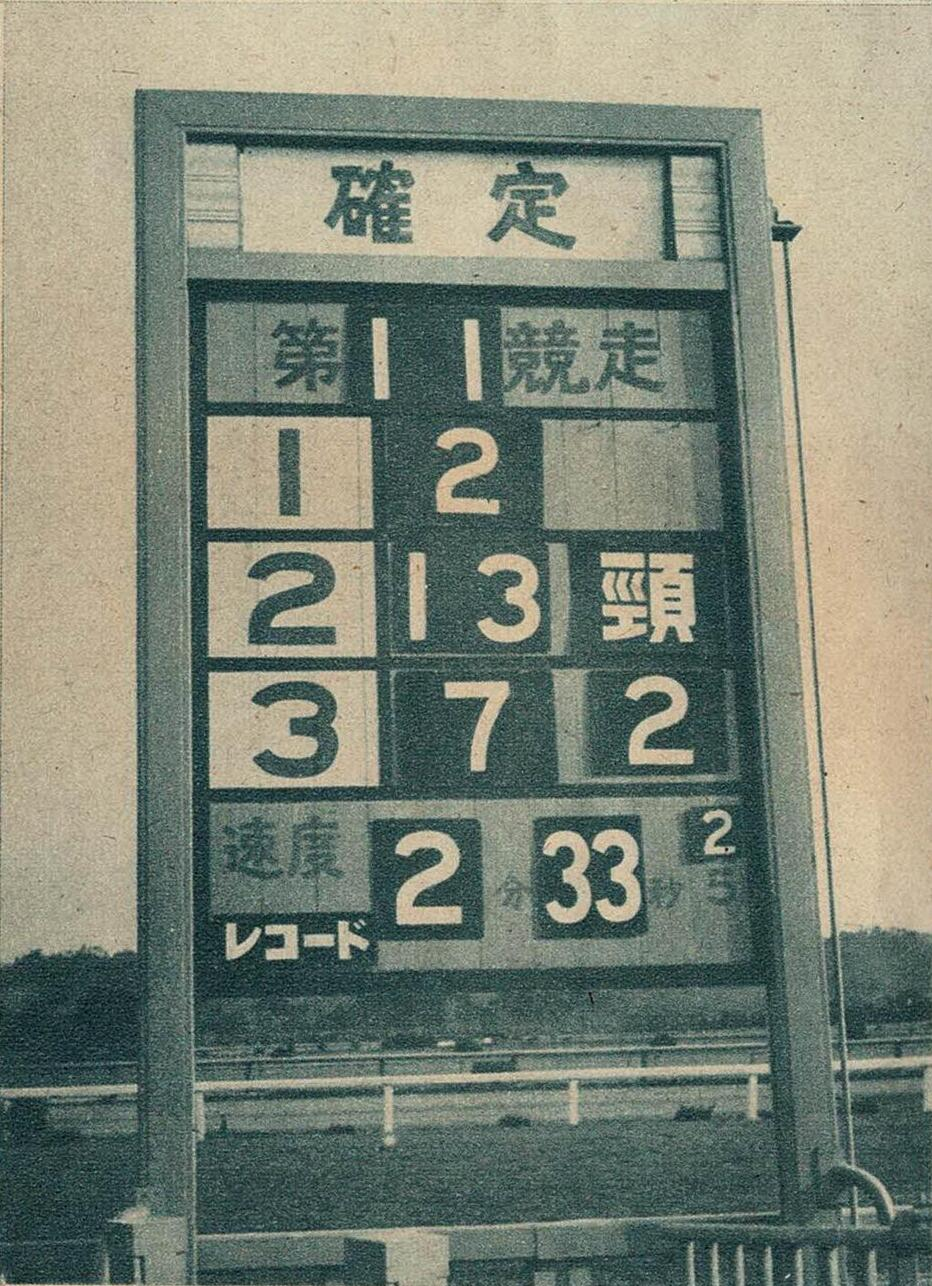
着順掲示板

| 着順 | 競走馬名       | タイム      | 着差 |
| ---- | -------------- | ----------- | ---- |
| 1    | スゲヌマ       | 2分33秒+2⁄5 |      |
| 2    | タエヤマ       |             | クビ |
| 3    | アステリモア   |             | 2    |
| 4    | ヘンウン       |             | クビ |
| 5    | ブルーボアー   |             | 3    |
| 6    | ワルド         |             |      |
| 7    | ホタカ         |             |      |
| 8    | オプテイミスト |             |      |
| 9    | ジヨージポリ   |             |      |
| 10   | ミネタカ       |             |      |
| 11   | コンパター     |             |      |
| 12   | クサブエ       |             |      |
| 13   | イガヒビキ     |             |      |
| 14   | レイライ       |             |      |